# Reveal (álbum)
Reveal es el duodécimo álbum de la banda estadounidense R.E.M.. Publicado en 2001 
En 2002 R.E.M. permitió que cada canción del álbum fuese convertida en un remix por diferentes artistas de la industria musical. Las canciones fueron publicadas en un álbum llamado r.e.m.IX descargable en la página oficial de R.E.M.. En 2005 Warner Bros. Records lanzó una edición especial de dos discos del álbum que incluía un CD y un DVD así como el libro de notas original con nuevos textos.
El principal sencillo, Imitation of Life llegó al número 10 en las listas británicas y al número 1 en las japonesas pero fracasó en las estadounidenses

## Lista de reproducción
Todas las canciones fueron escritas por los miembros de R.E.M.: Mike Mills, Michael Stipe y Peter Buck
1. "The Lifting" – 4:39
2. "I've Been High" – 3:25
3. "All the Way to Reno (You're Gonna Be a Star)" – 4:43
4. "She Just Wants to Be" – 5:22
5. "Disappear" – 4:11
6. "Saturn Return" – 4:55
7. "Beat a Drum" – 4:21
8. "Imitation of Life" – 3:57
9. "Summer Turns to High" – 3:31
10. "Chorus and the Ring" – 4:31
11. "I'll Take the Rain" – 5:51
12. "Beachball" – 4:14

## Intérpretes
- Mike Mills
- Michael Stipe
- Peter Buck

- Datos: Q961275